# Philodromus problematicus
Philodromus problematicus är en spindelart som beskrevs av Embrik Strand 1906. Philodromus problematicus ingår i släktet Philodromus och familjen snabblöparspindlar.
Artens utbredningsområde är Somalia. Inga underarter finns listade i Catalogue of Life.